# Рейханли
Рейханли (тур. Reyhanlı) — місто і район ілу Хатай, на турецькому узбережжі Сердземного моря, неподалік кордону із Сирією. На кордоні діє пункт пропуску «Джілвегьозю» — «Баб-ель-Хава».

## Історія
Раніше відоме як Іртах, Рейханли з початку 16 сторіччя було заселено турками, в 19 сторіччі сюди переселились турецькі біженці з Кавказу і Кіпру.

### Бомбування 2013
11 травня 2013 року в місті відбувся терористичний акт, внаслідок якого щонайменше 51 людина загинула і більше 100 було поранено під час терористичної атаки із двома бомбами, закладеними в автівках.